# アクセル・ウェルネル
アクセル・ウェルネル（Axel Werner，1996年2月28日 - ）は、アルゼンチン・サンタフェ州ラファエラ出身のサッカー選手。エルチェCF所属。ポジションはゴールキーパー。

## 来歴
アルゼンチンの2部リーグプリメーラB・ナシオナルのアトレティコ・ラファエラで、2015年にプロデビュー。
2016年8月20日、スペインのアトレティコ・マドリードと契約後、ローン移籍の形でボカ・ジュニアーズに移籍。2017-18シーズンに正式にアトレティコ・マドリードに加入した。
2018年3月8日、UEFAヨーロッパリーグ決勝トーナメントのFCロコモティフ・モスクワ戦で、移籍初出場。翌4月29日はラ・リーガのデポルティーボ・アラベス戦では、正GKのヤン・オブラクが、負傷で欠場した関係でリーグ戦初出場を果たし、1-0の完封で勝利した。しかし、トップチームには定着出来ず、以降はローン移籍を繰り返すシーズンに終始。
2018年7月11日、SDウエスカにレンタル移籍した。
2019年1月31日、フアン・パブロ・アニョルとの交換トレードでマラガCFにレンタル移籍した。
2021年9月2日、エルチェCFと2年契約を結んだ。エルチェではエドガル・バディア、キコ・カシージャに次ぐ第3GKだったため、出場機会は限られた。2022年1月31日、母国アルゼンチンのアルセナルFCにシーズン終了までの契約でレンタル移籍した。

## 代表経歴
2016年にリオデジャネイロオリンピックのアルゼンチン代表とメンバーに招集されたが、大会の方は不出場に終わった。